# Jeremy Piven
Jeremy Samuel Piven (New York, 26 luglio 1965) è un attore statunitense.

## Biografia
Figlio di Joyce Hiller e Bryne Piven, nasce a New York ma cresce vicino a Chicago, studia presso la "Evanston Township High School". Giovanissimo studia recitazione al "Piven Theatre Workshop", fondato dai genitori che sono attori e insegnanti di recitazione, e successivamente si iscrive alla "Drake University". Debutta nel 1986 nel film Lucas con Winona Ryder. In seguito recita in molti film assieme all'amico John Cusack, conosciuto ai tempi degli studi, in film come Non per soldi... ma per amore e Rischiose abitudini. Nel corso degli anni prende parte a numerose produzioni come I protagonisti, Heat - La sfida, Il collezionista.
Dal 1995 al 1998 partecipa alla sitcom Ellen, dove interpreta Spence Kovak, il cugino della protagonista (interpretata da Ellen DeGeneres). Torna al cinema dove recita nel film di Peter Berg Cose molto cattive, in seguito recita nei film Quando l'amore è magia - Serendipity, Black Hawk Down - Black Hawk abbattuto e Old School. Dal 2004 al 2011 interpreta l'agente di Hollywood Ari Gold nella serie tv Entourage, per il quale viene nominato agli Emmy Award nel 2005 per poi vincerlo nel 2006, 2007 e 2008. Inoltre per la sua interpretazione nella serie ha vinto un Golden Globe nel 2008. Nel 2006 presta la sua voce al personaggio di Harv, nel film d'animazione della Pixar Cars - Motori ruggenti. Nel 2007 recita in The Kingdom con Jennifer Garner e Jamie Foxx. Dal 2013 è protagonista della serie televisiva britannica Mr Selfridge.

## Filmografia

### Cinema
- Lucas, regia di David Seltzer (1986)
- Una folle estate (One Crazy Summer), regia di Savage Steve Holland (1986)
- Non per soldi... ma per amore (Say Anything...), regia di Cameron Crowe (1989)
- Rischiose abitudini (The Grifters), regia di Stephen Frears (1990)
- Calda emozione (White Palace), regia di Luis Mandoki (1990)
- I protagonisti (The Player), regia di Robert Altman (1992)
- Passione fatale 2 (Body Chemistry II: The Voice of a Stranger) (1992)
- Bob Roberts, regia di Tim Robbins (1992)
- Singles - L'amore è un gioco (Singles), regia di Cameron Crowe (1992)
- Un pezzo da 20 (Twenty Bucks) (1993)
- Cuba libre - La notte del giudizio (Judgment Night) (1993)
- Una volante tutta matta (Car 54, Where are You?) (1994)
- Promesse e compromessi (Miami Rhapsody), regia di David Frankel (1995)
- Dr. Jekyll e Miss Hyde (Dr. Jekyll and Ms. Hyde) (1995)
- Heat - La sfida (Heat), regia di Michael Mann (1995)
- Per amore di Vera (Larger Than Life), regia di Howard Franklin (1996)
- L'ultimo contratto (Grosse Pointe Blank), regia di George Armitage (1997)
- Il collezionista (Kiss the Girls), regia di Gary Fleder (1997)
- Phoenix - Delitto di polizia (Phoenix) (1998)
- Cose molto cattive (Very Bad Things), regia di Peter Berg (1998)
- Musica da un'altra stanza (Music from Another Room), regia di Charlie Peters 1998)
- Red Letters (2000)
- I soliti amici (The Crew) (2000)
- The Family Man, regia di Brett Ratner (2000)
- Quando l'amore è magia - Serendipity (Serendipity), regia di Peter Chelsom (2001)
- Colpo grosso al drago rosso - Rush Hour 2 (Rush Hour 2), regia di Brett Ratner (2001)
- Black Hawk Down - Black Hawk abbattuto, regia di Ridley Scott (2001)
- Fuga da Seattle (Highway), regia di James Cox (2002)
- La giuria (Runaway Jury), regia di Gary Fleder (2003)
- Old School, regia di Todd Phillips (2003)
- Scary Movie 3 - Una risata vi seppellirà, regia di David Zucker (2003)
- Amori in corsa (Chasing liberty), regia di Andy Cadiff (2004)
- Rischio a due (Two for the Money), regia di D.J. Caruso (2005)
- Al passo con gli Stein (Keeping up with the Steins), regia di Scott Marshall (2006)
- Smokin' Aces, regia di Joe Carnahan (2006)
- Cars - Motori ruggenti (Cars), regia di John Lasseter (2006) - Voce
- The Kingdom (2007)
- RocknRolla, regia di Guy Ritchie (2008)
- La concessionaria più pazza d'America (The Goods: Live Hard, Sell Hard), regia di Neal Brennan (2009)
- I Melt with You, regia di Mark Pellington (2011)
- Spy Kids 4 - È tempo di eroi (Spy Kids: All the Time in the World), regia di Robert Rodriguez (2011)
- Pirati! Briganti da strapazzo (The Pirates! Band of Misfits), regia di Peter Lord e Jeff Newitt (2012) - Voce
- Una spia al liceo (So Undercover), regia di Tom Vaughan (2012)
- Sin City - Una donna per cui uccidere (Sin City: A Dame to Kill For), regia di Robert Rodriguez e Frank Miller (2014)
- Edge of Tomorrow - Senza domani, regia di Doug Liman (2014)
- Entourage, regia di Doug Ellin (2015)
- L'appuntamento natalizio di papà (2020)
- American Night, regia di Alessio Della Valle (2021)

### Televisione
- Mezzanotte e un minuto (12:01) – film TV (1993)
- Seinfeld - serie TV, 1 episodio (1993)
- Chicago Hope - serie TV, 2 episodi (1995)
- Ellen – serie TV (1995-1998)
- Don King - Una storia tutta americana (Don King: Only in America), regia di John Herzfeld – film TV (1997)
- The Larry Sanders Show - serie TV, 8 episodi (1992-1998)
- Cupid - serie TV, 15 episodi (1998-1999)
- Will & Grace – serie TV, episodio 3x06 (2000)
- Entourage – serie TV, 96 episodi (2004-2011)
- Saturday Night Live – serie TV (2007)
- WWE Monday Night Raw – programma TV (2009)
- Mr Selfridge – serie TV, 40 episodi (2013-2016)

## Riconoscimenti
- Saturn Awards 2002: Candidatura al miglior attore non protagonista per Quando l'amore è magia - Serendipity

## Doppiatori italiani
Nelle versioni in italiano delle opere in cui ha recitato, Jefemy Piven è stato doppiato da:
- Massimo De Ambrosis in Mezzanotte e un minuto, Il collezionista, Cose molto cattive, Sin City - Una donna per cui uccidere
- Alessio Cigliano in Una spia al liceo, Mr Selfridge (st. 2-4), Entourage (film)
- Riccardo Rossi in Per amore di Vera, Quando l'amore è magia - Serendipity, Al passo con gli Stein
- Simone Mori in I soliti amici, RocknRolla
- Oreste Baldini in Scary Movie 3 - Una risata vi seppellirà, The Kingdom
- Sergio Luzi in Entourage (serie TV), Mr Selfridge (st. 1)
- Gianni Bersanetti in Non per soldi... ma per amore
- Claudio Fattoretto in Seinfeld
- Roberto Stocchi in Singles - L'amore è un gioco
- Massimo Rossi in Caccia al tesoro
- Luca Dal Fabbro in Cuba libre - La notte del giudizio
- Marco Mete in Promesse e compromessi
- Vittorio De Angelis in Dr. Jekyll e Miss Hyde
- Lucio Saccone in Heat - La sfida
- Saverio Garbarino in L'ultimo contratto
- Luca Biagini in Phoenix - Delitto di polizia
- Andrea Ward in Will & Grace
- Roberto Draghetti in The Family Man
- Roberto Gammino in Colpo grosso al drago rosso - Rush Hour 2
- Alessandro Quarta in Fuga da Seattle
- Francesco Pannofino in Old School
- Enzo Avolio in Amori in corsa
- Fabio Boccanera in Rischio a due
- Luca Ward in Smokin' Aces
- Gianluca Tusco in Ellen
- Riccardo Scarafoni in La concessionaria più pazza d'America
- Stefano Benassi in Spy Kids 4 - È tempo di eroi
- Francesco Prando in Wisdom of the Crowd - Nella rete del crimine
- Christian Iansante in American Night

Come doppiatore è sostituito da:
- Roberto Pedicini in Pirati! Briganti da strapazzo
- Marco Mete in Cars - Motori ruggenti